# 494
Năm 494 là một năm trong lịch Julius.